# Michał Masłowski
Michał Masłowski (Strzelin, 12 febbraio 1989) è un ex calciatore polacco, di ruolo centrocampista.

## Carriera

### Nazionale
Il 18 gennaio 2014 ha esordito in nazionale nell'amichevole Polonia-Norvegia (3-0).

## Palmarès
- I liga: 1

Zawisza Bydgoszcz: 2012-2013
- Coppa di Polonia: 3

Zawisza Bydgoszcz: 2013-2014
Valletta: 2014-2015, 2015-2016
- Supercoppa di Polonia: 1

Zawisza Bydgoszcz: 2014
- Campionato polacco: 1

Legia Varsavia: 2015-2016
- Druga hrvatska nogometna liga: 1

HNK Gorica: 2017-2018